# Йохан IX фон Залм-Райфершайт
Йохан IX фон Залм-Райфершайт (на немски: Johann IX zu Salm-Reifferscheid; * 1 януари 1513, Дик; † 31 октомври 1559, погребан в църквата „Св. Николай“ в Дик) е граф на Залм и господар на замък Райфершайт, Дик, Алфтер и други в Северен Рейн-Вестфалия.

## Произход
Той е вторият син на граф Йохан VIII фон Залм-Райфершайд (1488 – 1537) и съпругата му графиня Анна фон Хоя († 1539), дъщеря на граф Ото VI фон Хоя († 1497) и Анна фон Липе († сл. 1533), дъщеря на Бернхард VII фон Липе. Внук е на граф Петер фон Залм-Райфершайт († 1505, Кьолн) и съпругата му Регина фон Сайн (1461 – 1495, Дик), дъщеря на граф Герхард II фон Сайн. Правнук е на Йохан VI фон Залм-Райфершайд (1418 – 1475), първият граф на Залм-Райфершайт, и съпругата му Ирмгард фон Вефелингхофен († 1474, Залм), наследничка на Алфтер и на архиепископа на Кьолн. Брат е на Франц (1508 – 1529).

## Фамилия
Йохан IX се сгодява на 1 юни 1538 г. в Нойс и се жени между 11 октомври 1538 и 21 април 1539 г. в Хамбах за графиня Елизабет фон Хенеберг-Шлойзинген (13/19 декември 1517 – 2 ноември/декември 1577, замък Алфтер), дъщеря на граф Вилхелм IV фон Хенеберг-Шлойзинген (1478 – 1559) и Анастасия фон Бранденбург (1478 – 1534), дъщеря на курфюрст Албрехт Ахилес (1414 – 1486) и принцеса Анна Саксонска (1437 – 1512). Те имат пет деца:
- Херман (пр. 1543 – 1544)
- Вилхелм (1 октомври 1543 – 20 август 1587), каноник в Кьолн
- Вернер (17 август 1545 – 16 декември 1629, замък Райфершайт), господар на Залм-Райфершайт, Дик, Алфтер, издигнат през 1628 г. на алтграф на Залм-Райфершайт, женен на 21 август 1567 г. в Терборг за графиня Анна Мария фон Лимбург-Щирум-Бронкхорст (* ок. 1543; † 2 октомври 1637, Райфершайт)
- Анна (12 февруари 1548 – 12 октомври 1574)
- Йохан (13 октомври 1549 – 11 април 1601), каноник „Св. Гереон“ в Кьолн, Трир и Страсбург

Йохан IX има и незаконна дъщеря:
- София (1548 – 1574), абатиса на „Св. Клара“ в Нойс